# Автобусні експрес-маршрути Києва

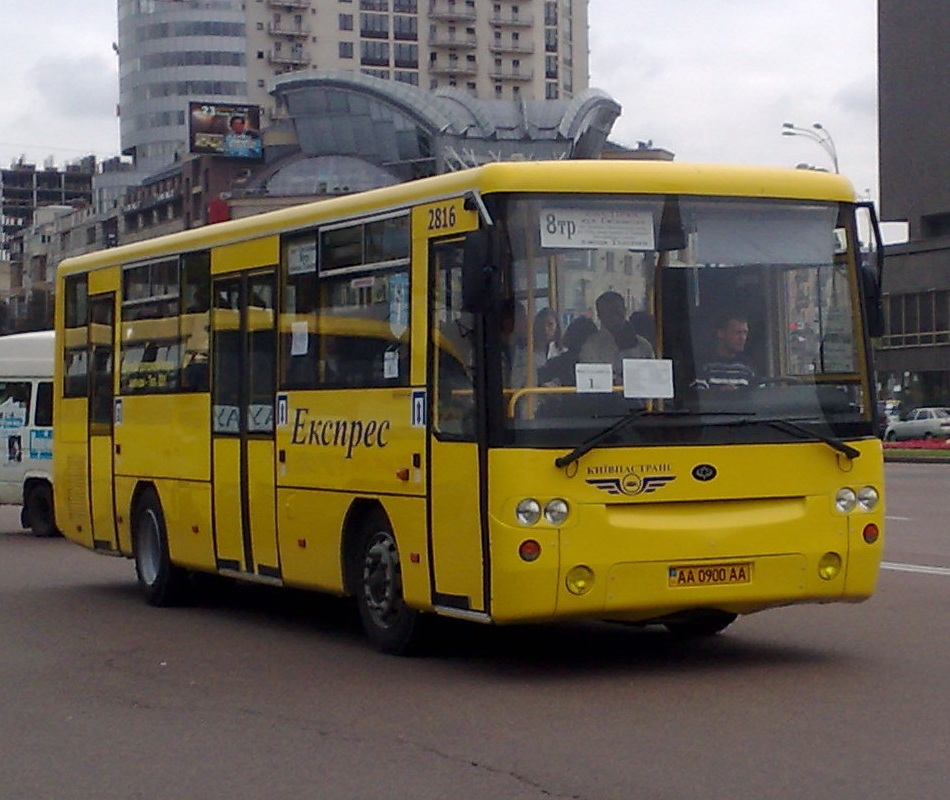
Автобус Богдан-А1445 експрес-маршруту 8ТР на Площі Перемоги

Ки́ївський експре́с — вид транспорту Києва, що діяв з 21 серпня 2007 до 28 лютого 2011 року. Відрізнявся від звичайних автобусів експресним режимом. На сьогодні не працює.

## Маршрути київського експресу

### 58-Е
- Розпочав роботу: 21 серпня 2007 року
- Закрито: ?
- Кількість зупинок: 7
- Зупинки: «вул. Сабурова», «Універсам», «Мікрорайон № 3» (назад: № 1), «Масив Райдужний», «Завод „Промзв'язок“» (назад: ст. м. «Почайна»), «Музей „Кирилівська церква“», «ст. м. Дорогожичі».

### 46-ТР
- Розпочав роботу: 5 травня 2008 року
- Закрито: листопад 2009 року
- Кількість зупинок: 9
- Зупинки: «Ленінградська площа», «ст. м. Дарниця», «Авторинок», «Мікрорайон № 1» (назад: № 3), «Універсам», «вул. Сабурова», «Торговий центр», «вул. Цвєтаєвої», «вул. Милославська» .

### 37-ТР
- Розпочав роботу: 6 серпня 2008 року
- Закрито: березень 2011 року
- Кількість зупинок: 8
- Зупинки: «ст. м. Лісова», «вул. Закревського», «Універсам», «АТС», «вул. Лаврухіна», «вул. Лісківська», «вул. Будищанська», «вул. Милославська».

### 8-ТР
- Розпочав роботу: 9 вересня 2008 року
- Закрито: 1 січня 2009 року
- Кількість зупинок: 10
- Зупинки: «вул. Смілянська», «Гуртожиток», «вул. Донецька», «Дитячий садок», «Севастопольська пл.», «вул. Освіти», «Площа Перемоги», «ст. м. Університет» (назад: «вул. Франка»), «Бесарабська площа», «ст. м. Площа Льва Толстого».

## Рухомий склад
На першому експрес-маршруті 58-Е використовувались автобуси Volvo-B10M55. Потім на нові маршрути (46-ТР, 8-ТР, 37-ТР) випустили «Богдан А1445». Ці автобуси були новими, вони раніше не використовувалися, до того ж, на кожен маршрут вони закуповувалися окремо. Згодом, у зв'язку з кризою, багато з автобусів «Богдан А-1445» стали працювати як маршрутні таксі. До того ж, на той час було скасовано маршрут 58-Е, а всі автобуси Volvo-B10M55 були перенесені на 46-ТР і 37-ТР. Ці автобуси їздили на 37-Експресі до його закриття.

## Оплата проїзду
Вартість квитка спочатку була 1 гривня, а з 4 листопада 2008 року і до закриття становила 2 гривні. Проїзні квитки на інший пасажирський транспорт (автобус, тролейбус, трамвай) не діяли. Також були передбачені пільги, такі самі, як і в маршрутних таксі.